# Manuel dos Santos Nicolau
Manuel dos Santos Nicolau (Quintos, Beja, 28 de Dezembro de 1945 — Lisboa, 12 de Junho de 2007), Coronel piloto aviador da Força Aérea Portuguesa, foi um militar de carreira e dirigente desportivo português.

## Biografia resumida
Nascido no seio de uma família numerosa do Baixo Alentejo, viveu até aos 18 anos na aldeia de Cabeça Gorda, concelho de Beja. Frequentou o Liceu de Beja e ingressou na Academia Militar (mais tarde Academia da Força Aérea), na especialidade de Piloto Aviador.
Destacado piloto de helicópteros da Força Aérea Portuguesa, completou a sua carreira militar com colocações nos Açores e na sede europeia da NATO, em Bruxelas. Foi presidente da EDAB - Empresa de Desenvolvimento do Aeroporto de Beja. Destacou-se ainda no campo desportivo, como atleta de tiro com arco no Sporting Clube de Portugal, recordista nacional de algumas distâncias da especialidade e presidente da Federação Portuguesa de Tiro com Arco. Foi ainda presidente do Rotary Club de Beja.
Faleceu no Hospital da Força Aérea, na Base Aérea do Lumiar, em 12 de Junho de 2007, vítima de cancro do estômago. Foi sepultado com honras militares no cemitério da Cabeça Gorda, concelho de Beja.

## Carreira militar
Após uma breve passagem por Cabo Verde durante a Guerra Colonial, onde pilotou helicópteros Alouette III, esteve colocado nas Bases Aéreas nº 2 (Ota), nº 1 (Sintra) e nº 3 (Tancos), e chegou a comandante da Esquadra 751, na Base Aérea nº 6 (Montijo). Enquanto piloto de helicópteros SA-330 Puma e comandante da referida esquadra, destacou-se em múltiplas operações de busca e salvamento no mar (assistência a doentes a bordo de navios ao largo da costa portuguesa, evacuação de pescadores naufragados) e em terra (grandes cheias do Ribatejo de 1983, cujas evacuações lhe valeram um louvor público), transporte de altas individualidades (incluindo o Papa João Paulo II, aquando da sua primeira visita a Portugal em 1982, os Presidentes da República Portuguesa General Ramalho Eanes e Mário Soares, os primeiros-ministros Mário Soares e Aníbal Cavaco Silva, entre diversas entidades políticas e eclesiásticas, nacionais e estrangeiras) ou colocação e montagem de infra-estruturas civis (antena emissora da Rádio Renascença em Muge, com 265 metros de altura, diversos equipamentos de ar condicionado no topo de edifícios como as Torres das Amoreiras, em Lisboa). Participou em diversas operações de "squadron exchange", nomeadamente com a esquadrilha nº 33 da Royal Air Force, bem como no "Tiger Meeting".
Antes de deixar o activo, cumpriu ainda funções no CINCIBERLANT, em Oeiras; no COFA - Comando Operacional da Força Aérea, em Monsanto, Lisboa; como Segundo Comandante das Bases Aéreas nº 1 (Sintra) e nº 4 (Lajes), nos Açores; e na sede europeia da NATO (SHAPE - Supreme Headquarters of Allied Powers in Europe), em Bruxelas, na Bélgica. Passou à Reserva com o posto de Coronel. Foi condecorado com diversas insígnias, nacionais e estrangeiras (nomeadamente, pela então República Federal Alemã).

## Carreira civil
Após a passagem à Reserva, o Coronel Manuel Nicolau foi nomeado o primeiro presidente do Conselho de Administração da EDAB - Empresa de Desenvolvimento do Aeroporto de Beja. Durante o seu mandato, procedeu à substanciação (com base em estudos de personalidades de reconhecido mérito, como o economista Augusto Mateus) da viabilidade do futuro aeroporto civil de Beja, nos terrenos da Base Aérea da mesma cidade.

## Carreira desportiva
Desportista multifacetado ao longo de toda a vida, Manuel Nicolau destacou-se na Academia da Força Aérea como ginasta na especialidade de mesa alemã. Foi atleta do Sporting Clube de Portugal, na especialidade de tiro com arco (foi campeão nacional individual de Iniciados/campo e por equipas/sala - juntamente com Vítor Ferreira e Gilberto Silva - em 1987* «), tendo representado o clube e a Selecção Nacional da especialidade em múltiplas provas, no país e no estrangeiro. Detém até hoje (2007) os seguintes recordes nacionais:». www.sporting.pt
- Categoria Aspirantes Equipa, 25m (prova de sala), 1489 pontos, estabelecido em 24 de janeiro de 1987 (juntamente com Gilberto Silva e Victor Hugo Ferreira);
- Categoria Iniciados, 50m (prova de campo), 295 pontos, estabelecido em 2 de agosto de 1987;
- Categoria Iniciados, 30m (prova de campo), 330 pontos, estabelecido em 11 de maio de 1991.

Foi presidente da Federação Portuguesa de Tiro com Arco e membro da direcção do Comité Olímpico Português, tendo dirigido a comitiva portuguesa aos Jogos Olímpicos de Barcelona, em 1992, e aos Jogos da Juventude no ano seguinte.
Foi sócio e benemérito do Ferróbico, clube de futebol da aldeia da Cabeça Gorda, em que viveu a sua juventude.

## Carreira filantrópica
Foi presidente do Rotary Club de Beja.